# Berckhusenstraße 9
Das Haus Berckhusenstraße 9 in Hannover im Stadtteil Kleefeld war ein seinerzeit denkmalgeschütztes Fachwerkhaus, das Wohnhaus des Orgelbauers Fritz Wrede war. Das Haus wurde nach Mitte der 1980er Jahre abgerissen und durch einen Neubau ersetzt.

## Geschichte und Beschreibung
Das zur Zeit der Industrialisierung im Königreich Hannover etwa in der Mitte des 19. Jahrhunderts errichtete und ehemals denkmalgeschützte Gebäude war – ebenso wie das „[...] Doppelarbeiterwohnhaus Scheidestraße 16“ – eines der wenigen weitgehend originalerhaltenen Fachwerkhäuser aus der älteren, ländlichen Bebauung durch die sogenannten „Gartenkosaken“ in Kleefeld.
Knapp ein Jahrhundert nach ihrer Entstehung wurden durch die Luftangriffe auf Hannover zwar die Werksgebäude des Orgelbauers – und Fritz Wrede selbst – ein Opfer der Fliegerbomben, doch das aus der Straßenschlucht hervorspringende, holzverkleidete Wohnhaus Wredes überstand die Zeiten nahezu unverändert. 

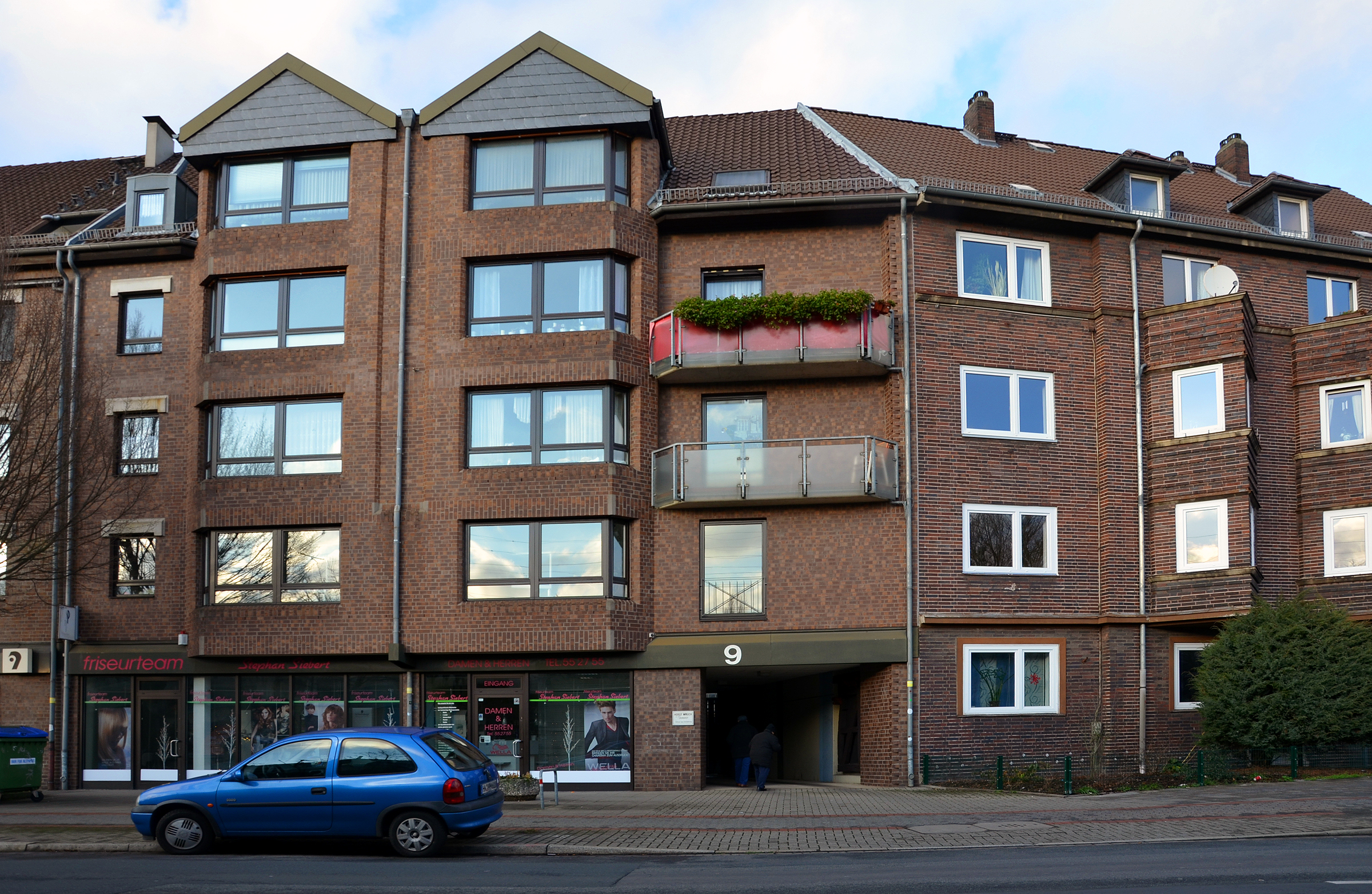
Der Neubau Berckhusenstraße 9 an Stelle des Fachwerkhauses des Drehorgelbauers Fritz Wrede

Erst nach 1985 und trotz des Denkmalschutzes wich es dem heutigen Neubau.